# 八木岡バイパス

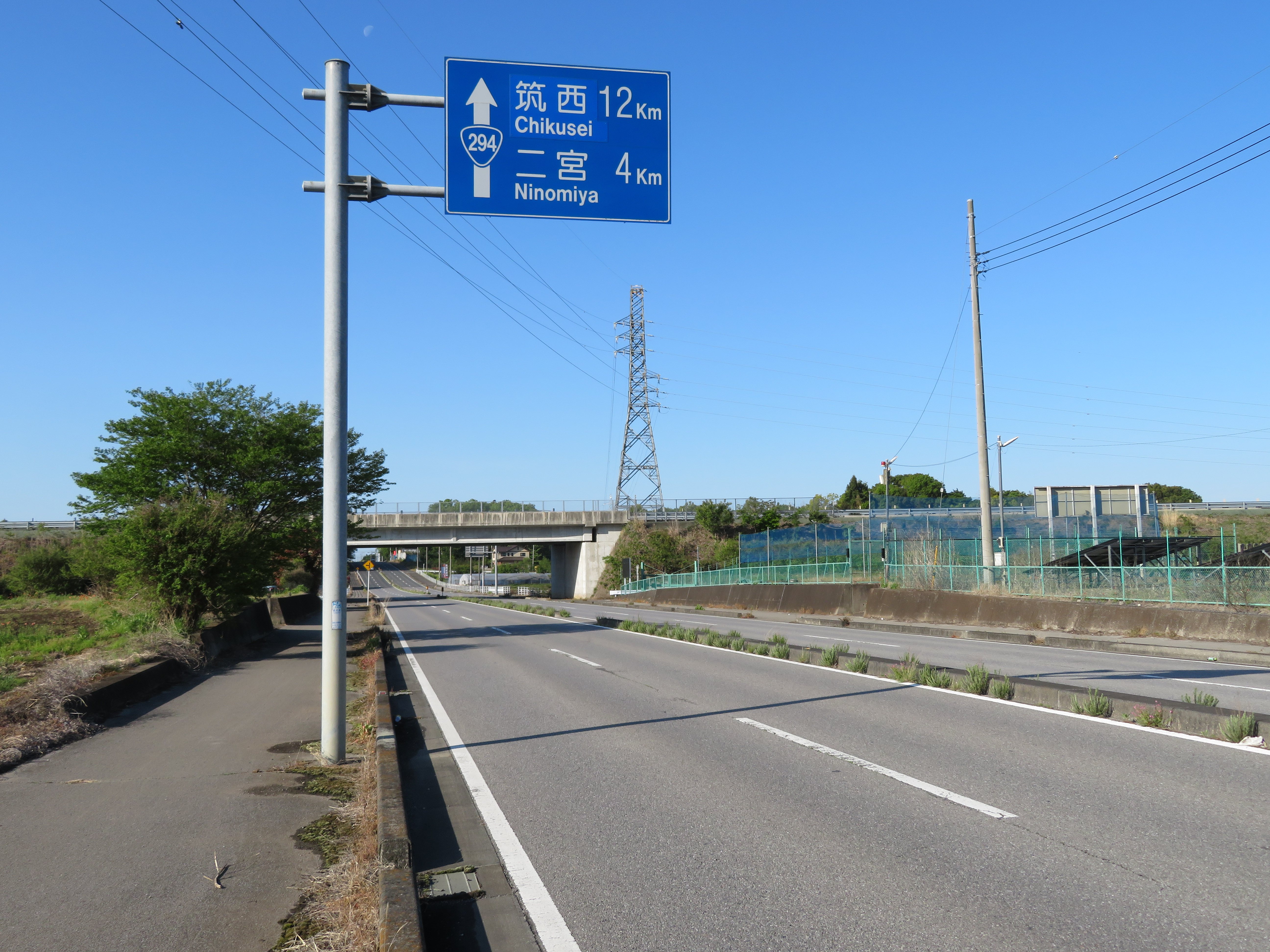
栃木県真岡市伊勢崎付近

八木岡バイパス（やぎおかバイパス）は栃木県真岡市内を通る国道294号のバイパスである。一部区間が国道408号（常総・宇都宮東部連絡道路）に含まれる。
旧道は一日当たり14000台以上の交通量がありながら歩道のない片側1車線の道路で慢性的な交通渋滞が発生していた。また、終点付近には急カーブもあり危険であった。
真岡市から茨城方面への走行時間の大幅な短縮と、広域的な交流の推進を目的として整備されたのが当バイパスであり、2003年に全線開通した。これにより、1985年に全通した二宮バイパスと1988年に全通した真岡バイパスが連結された。

## 概要
- 起点：栃木県真岡市寺内（寺内南交差点＝国道294号・国道408号（現道）分岐）
- 終点：栃木県真岡市八木岡（真岡バイパス南交差点）
- 距離：4.3km
- 幅員：22m
- 車線数：片側2車線

## 沿革
- 1988年（昭和63年）：事業採択
- 2003年（平成15年）2月19日：全線開通
- 2017年（平成29年）10月27日：真岡南バイパス全線と同時に八木岡バイパスの一部区間が国道408号の区域に追加[2]。

## 交差する道路
- 栃木県道187号物井寺内線（寺内駅入口交差点）
- 国道408号真岡南バイパス（鬼怒テクノ通り）
- 栃木県道316号真岡筑西線（伊勢崎交差点）

## 沿線施設
- 桑名商事真岡工場
- 真岡ショッピングモール

## バイパスの位置関係
（取手方面）常総バイパス‐二宮バイパス‐八木岡バイパス‐真岡バイパス（茂木方面）